# Ryan Reynolds
Ryan Rodney Reynolds (Vancouver, Brit Columbia, 1976. október 23. –) Primetime Emmy-díjas kanadai-amerikai színész, humorista, filmproducer és forgatókönyvíró.
Pályafutását a Hillside című kanadai szappanoperában kezdte 1991-ben, majd kisebb szerepeket követően a Két pasi meg egy csajszi című szituációs komédia főszerepét kapta meg, 1998 és 2001 között. Ezután feltűnt a Buliszerviz (2002), az Ezt jól kifőztük! (2005) és a Nász-ajánlat (2009) című filmvígjátékokban. Drámai szerepben is kipróbálta magát az Élve eltemetve (2010), a Hölgy aranyban (2015) és az Élet (2017) című művekben. Akciófilmes alakításai közé tartozik a Penge – Szentháromság (2004), az X-Men kezdetek: Farkas (2009), a Zöld Lámpás (2011) és a Védhetetlen (2012).
2016-ban a címszereplőt játszotta a Deadpool című szuperhősfilmben. Az R-besorolású képregény-feldolgozás kritikai és pénzügyi téren is kiemelkedően teljesített, Reynolds színészi játékát egyéb díjak mellett Golden Globe-jelöléssel méltányolták. A Deadpool 2. (2018) és a Deadpool & Rozsomák (2024) című folytatásokban ismét a szereplő bőrébe bújt.
2017-ben Reynolds saját csillagot kapott a Hollywoodi hírességek sétányán. 2012 óta Blake Lively színésznő férje, négy gyermekük született.

## Fiatalkora
1976. október 23-án született Vancouverben (Brit Columbia). Négy fiú közül ő a legfiatalabb. Édesapja, James Chester Reynolds a Kanadai Királyi Lovasrendőrségnél szolgált, mielőtt nyugdíjba vonult, és élelmiszer-nagykereskedőként dolgozott. Édesanyja, Tamara Lee (születési nevén Stewart) kiskereskedelemben dolgozott.
Reynoldsnak két testvére is dolgozik a brit kolumbiai bűnüldözési szerveknél, egyikük apja után az RCMP-nél helyezkedett el. Apai nagyapja, Chester Reynolds farmer volt, aki 1940 és 1944 között Stettlert képviselte az albertai törvényhozó közgyűlésben. Reynolds ír és skót felmenőkkel rendelkezik, valamint a római katolikus egyházban nevelkedett Vancouver Kitsilano nevű városrészében.
Tizenhárom éves kora óta foglalkozik színészettel. 1994-ben érettségizett a Kitsilano Secondary Schoolban, ahová Joshua Jackson színésszel együtt járt. Számos televíziós sorozatban játszott kisebb szerepeket, de 19 éves korában felhagyott a színészkedéssel, hogy beiratkozzon a Kwantlen Polytechnic University-re. Néhány hónappal később összefutott színésztársával, Chris William Martinnal, aki meggyőzte, hogy próbálja meg újra, és költözzön vele Los Angelesbe.

## Színészi pályafutása

### 1993–2001
1991-ben indult el karrierje, a kanadai gyártású Hillside című (az USA-ban Fifteen címen ismert) tini szappanoperával. 1993 és 1994 között a szintén kanadai The Odyssey című ifjúsági fantasysorozatban tűnt fel visszatérő szereplőként. 1996-ban vendégszerepelt az X-akták harmadik évadjának tizenharmadik epizódjában (Szizigium). Ugyanebben az évben a címszereplő Melissa Joan Hart mellett színészkedett a Sabrina, a tiniboszorkány című tévéfilmben. Szintén 1996-ban játszott a kétrészes Hideg vérrel című, Truman Capote azonos című regénye alapján készült minisorozatban. A Végtelen határok című antológiasorozatban 1995 és 1998 között két különböző szerepben is feltűnt. 1998-tól főszerepet vállalt a Két pasi meg egy csajszi című szituációs komédiában, mely 2001-ig futott.
2002-ben főszerepben volt látható a Buliszerviz és az Én és én, meg a tehén című vígjátékokban, valamint a 2003-as az Apósok akcióban című komédiában, utóbbiban Michael Douglas és Albert Brooks oldalán.

### 2004–2015

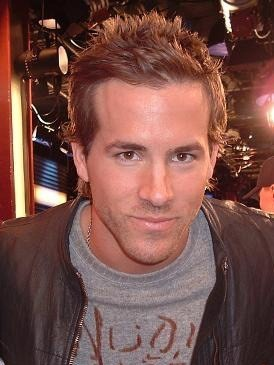
Reynolds 2007-ben.

A főként komikusként híressé váló Reynolds intenzív edzésprogramnak vetette alá magát, hogy eljátszhassa Hannibal Kinget a 2004-es Penge – Szentháromság című akciófilmben. Ebben az évben cameoszerepben volt látható a Kalandférgek című vígjátékban. Az 1979-es A rettegés háza című horrorfilm azonos című, 2005-ös feldolgozásában szintén szerepet kapott. A 2005-ös év az Ezt jól kifőztük! és a Csak barátok című vígjátékokat hozta számára, utóbbi romantikus filmben Amy Smart és Anna Faris mellett főszerepelt. 2006-ban Ray Liottával együtt ő is egy FBI-ügynököt formált meg a Füstölgő ászok című bűnügyi akciófilmben. A 2008-as Mindenképpen talán című romantikus vígjáték-drámában ismét főszerepet játszott.
2009-ben Hugh Jackmannel láthattuk az X-Men kezdetek: Farkas című szuperhősfilmben, ahol Wade Wilsont (Weapon XI) alakította. A Nász-ajánlat (2009) című filmben Sandra Bullock partnere volt, de szerepelt a Kalandpark című vígjáték-drámában is. 2010-ben következő filmje az Eltemetve című, a Sundance Filmfesztiválon bemutatott thriller volt. Ezen év júniusában a Filmművészeti és Filmtudományi Akadémia meghívta soraiba a színészt. A 2011-ben bemutatott Zöld Lámpás című szuperhősfilmben a címszereplőt formálta meg, de a film anyagi és kritikai téren sem teljesített jól. Mindenesetre a szerepnek köszönhetően Reynolds azon kevesek közé tartozik, akik Marvel és DC Comics szereplőket is eljátszottak a filmvásznon. 2011-ben még feltűnt a Testcsere című vígjátékban és narrátorként egy kardszárnyú delfinről szóló dokumentumfilmben, a The Whale-ben.
2012-ben a Védhetetlenben szerepelt Denzel Washingtonnal együtt. 2013-ban két Dreamworks Animation-filmben kölcsönözte hangját: Croodék és Turbó. Ugyancsak 2013-ban jelent meg Reynolds főszereplésével a R.I.P.D. – Szellemzsaruk című Dark Horse Comics-adaptáció. 2014-2015-ben bemutatott filmjei közt található A hangok, A fogoly, a kritikailag sikeres Hölgy aranyban című életrajzi dráma és az Önkívület című thriller.

### 2016 után
2016-ban a Deadpool című filmben nyújtott alakításáért Golden Globe-díjra jelölték, de végül nem nyerte meg azt. 2021-ben szerepelt a Free Guy című filmben.

## A médiában
2008 októberében Reynolds a The Huffington Postnak írt arról a tervéről, hogy a 2008-as New York-i maratont lefutja édesapja kedvéért, aki akkoriban Parkinson-kórban szenvedett. Reynolds 2007-ben és 2009-ben is szerepelt a People's Legszexibb férfi az életben listáján, 2010-ben pedig elismerést nyert. 2012. február 12-én Reynolds a BBC Top Gear című műsorának sztárvendégeként tűnt fel egy megfizethető árú autóban. 1:43,7-es időt futott. A dél-koreai King of Mask Singer című valóságshow 2018. május 13-i adásában Reynolds a nyitószámban különleges előadást tartott; a "Tomorrow" című dalt énekelte.

## Üzleti érdekeltségei
Egyebek mellett Rob McElhenney színésszel közösen társtulajdonosa a walesi Wrexham AFCnek, amelyről dokumentumfilmet is forgattak, részesedése van az Alpine F1 Team Formula–1-es istállóban, valamint az Aviation Gin italmárkában. 2019-ben ugyancsak részesedést szerzett a Mint Mobile költséghatékony mobilszolgáltatóban, amelyet a T-Mobile vásárolt fel 2023-ban. George Dewey producerrel közös filmgyártó és digitális marketing cége a Maximum Effort.

## Magánélete

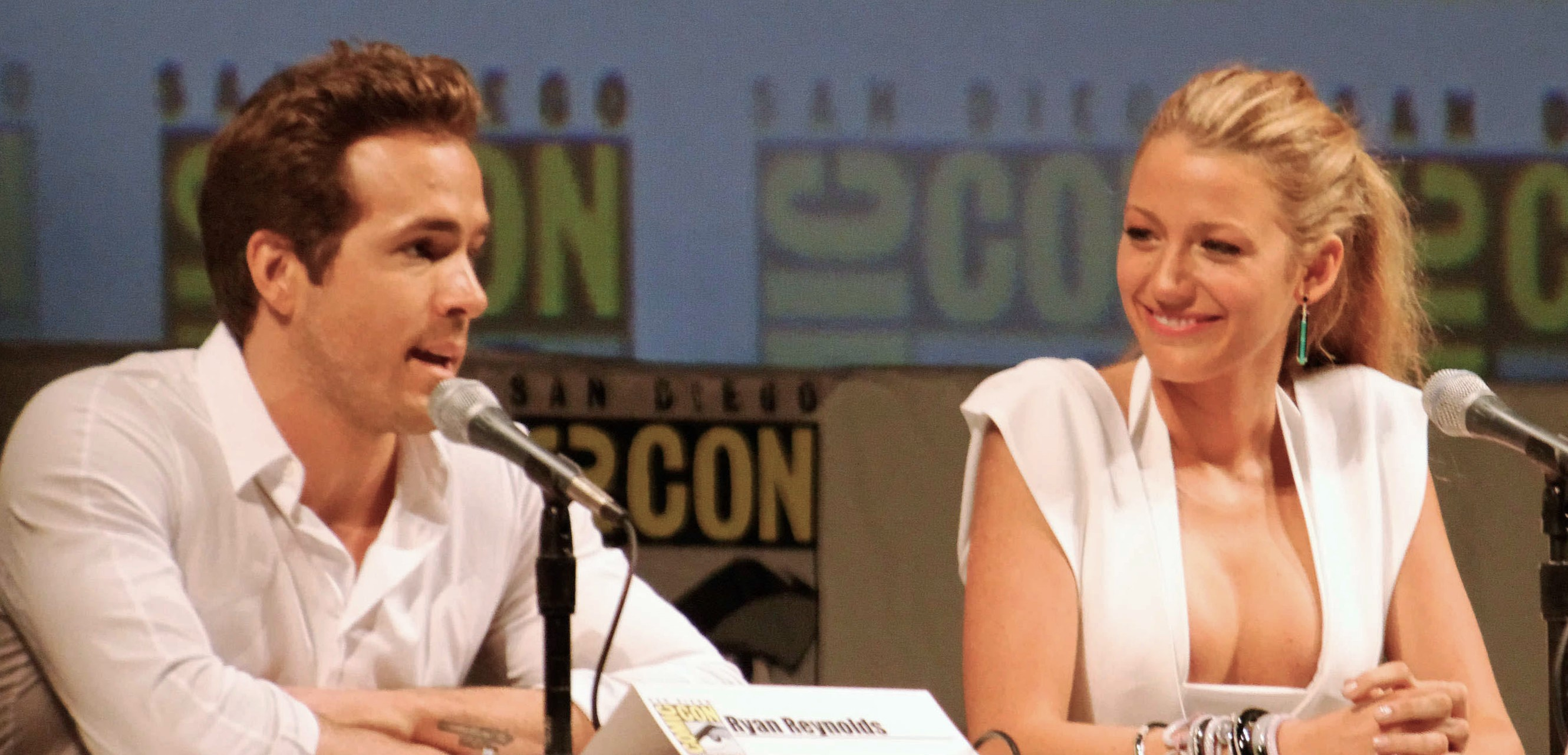
Reynolds és leendő felesége, Blake Lively a Zöld Lámpás 2010-es promócióján

Reynolds 2002-ben kezdett el járni Alanis Morissette énekesnővel, és 2004 júniusában jelentették be eljegyzésüket. 2007 februárjában a pár megbízottjai bejelentették, hogy kölcsönösen úgy döntöttek, felbontják eljegyzésüket. Morissette elmondta, hogy Flavors of Entanglement című albuma a szakítás utáni bánatából született, a „Torch” című dal pedig Reynoldsról szól.
Nem sokkal azután, hogy 2007-ben véget ért a Morissette-tel való kapcsolata, Reynolds Scarlett Johansson színésznővel kezdett járni. Eljegyzésüket 2008 májusában jelentették be, és még ugyanezen év szeptember 27-én házasodtak össze egy zártkörű rendezvényen a brit kolumbiai Tofino közelében. 2010. december 14-én bejelentették különválásukat. Reynolds december 23-án nyújtotta be a válópert Los Angelesben, Johansson pedig ezzel egy időben adta be a válaszlevelét. A válást 2011. július 1-jén véglegesítették.
Reynolds először 2010 elején találkozott Blake Livelyval, amikor a Zöld Lámpás című filmet forgatták, amelyben együtt szerepeltek. 2011 októberében kezdtek el járni, és 2012. szeptember 9-én házasodtak össze a dél-karolinai Mount Pleasantben található Boone Hall Plantationben. A 2020-as polgárjogi tüntetések idején Reynolds nyilvánosan bocsánatot kért, és mély sajnálatát fejezte ki, amiért a rabszolgasággal való összefüggés miatt ezt a helyszínt használta; ő és Lively megújították fogadalmukat New York-i otthonukban. A házaspárnak három lánya van: James (sz. 2014 decemberében), Inez (sz. 2016 szeptemberében), Betty (sz. 2019-ben) és egy kisfú, Olin (sz. 2023 februárjában).
A család a New York állambeli Pound Ridge-ben él. Reynolds és Lively közeli barátságban állnak Taylor Swift énekes-dalszerzővel, aki a „Betty” című dalában szereplő karaktereket a lányaikról nevezte el.
Reynolds nyíltan beszélt arról, hogy egész életében szorongással küzdött, és 2018-ban megemlítette, hogy Deadpool karakterében sok interjút készített a félelmeinek enyhítése miatt. 2018 körül lett amerikai állampolgár.
2021. november 26-án Mary Simon főkormányzó a főkormányzó előadóművészeti díját adományozta Reynoldsnak, hogy elismerje emberbaráti munkáját és Kanada kulturális életéhez való jelentős hozzájárulását. Sandra Bullock, Morena Baccarin, Michael J. Fox és Hugh Jackman előre felvett beszédet mondott Reynolds támogatásáért és gratuláltak neki a díjhoz.
A 2022-es ukrajnai orosz inváziót követően Reynolds és Lively ígéretet tettek, hogy 1 millió dollárig terjedő összeggel támogatják az ukrajnai konfliktus elől menekülő ukrán menekülteket.
2022 márciusában Lively és Reynolds újabb, 500 ezer dolláros adományt nyújtott a Water Firstnek, hogy a kanadai őslakosok tiszta vízhez jussanak, és hogy a fiatalokat környezetvédelmi területen szakképzésben részesítsék.
Reynoldsot a kanadai kormány 2022. április 1-jén „nemzeti kincsnek” nyilvánította.

## Filmográfia

### Film
| Év   | Magyar cím                            | Eredeti cím                           | Szerep                                 | Magyar hang          |
| ---- | ------------------------------------- | ------------------------------------- | -------------------------------------- | -------------------- |
| 1993 | Ganésa                                | Ordinary Magic                        | Ganesh / Jeffrey                       |                      |
| 1997 | A riasztóember                        | The Alarmist (Life During Wartime)    | Howard Ancona                          | Harsányi Bence       |
| 1999 | Lányok a csúcson                      | Coming Soon                           | Henry Lipschitz                        |                      |
| 1999 | Fruska Gate                           | Dick                                  | Chip                                   |                      |
| 2000 |                                       | Boltneck (Big Monster on Campus)      | Karl O'Reilly                          |                      |
| 2000 |                                       | We All Fall Down                      | Red Shoes                              |                      |
| 2001 |                                       | Finder's Fee                          | Quigley                                |                      |
| 2002 | Buliszerviz                           | National Lampoon's Van Wilder         | Van Wilder                             | Minárovits Péter     |
| 2002 | Én és én meg a tehén                  | Buying the Cow                        | Mike Hanson                            | Csőre Gábor          |
| 2002 | Én és én meg a tehén                  | Buying the Cow                        | Mike Hanson                            | Szatory Dávid        |
| 2003 | Apósok akcióban                       | The In-Laws                           | Mark Tobias                            | Minárovits Péter     |
| 2003 | Tuti terv                             | Foolproof                             | Kevin                                  | Előd Álmos           |
| 2003 | Tuti terv                             | Foolproof                             | Kevin                                  | Kovács Lehel         |
| 2004 | Kalandférgek                          | Harold and Kumar Go To White Castle   | ápoló                                  |                      |
| 2004 | Penge – Szentháromság                 | Blade: Trinity                        | Hannibal King                          | Welker Gábor         |
| 2005 | A rettegés háza                       | The Amityville Horror                 | George Lutz                            | Papp Dániel          |
| 2005 | Ezt jól kifőztük!                     | Waiting...                            | Monty                                  | Szabó Máté           |
| 2005 | Csak barátok                          | Just Friends                          | Chris Brander                          | Moser Károly         |
| 2006 | Füstölgő ászok                        | Smokin' Aces                          | Richard Messner                        | Viczián Ottó         |
| 2007 | 9 – A szám hatalma                    | The Nines                             | Gary / Gavin / Gabriel                 | Bozsó Péter          |
| 2008 | Káoszelmélet                          | Chaos Theory                          | Frank Allen                            |                      |
| 2008 | Mindenképpen talán                    | Definitely, Maybe                     | Will Hayes                             | Csík Csaba Krisztián |
| 2008 | Közös titkunk                         | Fireflies in the Garden               | Michael Taylor                         | Dányi Krisztián      |
| 2009 | Kalandpark                            | Adventureland                         | Mike Connell                           | Hujber Ferenc        |
| 2009 | X-Men kezdetek: Farkas                | X-Men Origins: Wolverine              | Wade Wilson / Deadpool                 | Czvetkó Sándor       |
| 2009 | Nász-ajánlat                          | The Proposal                          | Andrew Paxton                          | Széles Tamás         |
| 2009 | Ryan Reynolds, a képzelt szuperhős    | Paper Man                             | Eszményi kapitány                      | Stohl András         |
| 2010 | Élve eltemetve                        | Buried                                | Paul Steven Conroy                     | Széles Tamás         |
| 2011 | Zöld Lámpás                           | Green Lantern                         | Hal Jordan / Zöld Lámpás               | Géczi Zoltán         |
| 2011 | Testcsere                             | The Change-Up                         | Mitch Planko                           | Szatory Dávid        |
| 2011 |                                       | The Whale                             | narrátor                               |                      |
| 2012 | Védhetetlen                           | Safe House                            | Matt Weston                            | Orosz Ákos           |
| 2012 | Ted                                   | Ted                                   | Jared (cameo)                          | nem szólal meg       |
| 2013 | Croodék                               | The Croods                            | Guy (hangja)                           | Szatory Dávid        |
| 2013 | Turbó                                 | Turbo                                 | Turbo (hangja)                         | Varju Kálmán         |
| 2013 | R.I.P.D. – Szellemzsaruk              | R.I.P.D.                              | Nick Walker                            | Szatory Dávid        |
| 2014 | A hangok                              | The Voices                            | több szereplő hangja                   | Nagy Ervin           |
| 2014 | A fogoly                              | The Captive                           | Matthew Lane                           | Csík Csaba Krisztián |
| 2014 | Hogyan rohanj a veszTEDbe             | A Million Ways to Die in the West     | Cowboy (cameo)                         | néma szerep          |
| 2015 | A szerencse forgandó                  | Mississippi Grind                     | Curtis Vonn                            | Szatory Dávid        |
| 2015 | Hölgy aranyban                        | Woman in Gold                         | E. Randol Schoenberg                   | Dányi Krisztián      |
| 2015 | Önkívület                             | Self/less                             | fiatal Damian Hale / Mark Bitwell      | Dányi Krisztián      |
| 2016 | Deadpool                              | Deadpool                              | Wade Wilson / Deadpool                 | Nagy Ervin           |
| 2016 | Beépített tudat                       | Criminal                              | Bill Pope                              | Nagy Ervin           |
| 2017 |                                       | No Good Deed (rövidfilm)              | Wade Wilson / Deadpool                 |                      |
| 2017 | Élet                                  | Life                                  | Rory Adams                             | Nagy Ervin           |
| 2017 | Sokkal több mint testőr               | The Hitman's Bodyguard                | Michael Bryce                          | Dányi Krisztián      |
| 2018 | Deadpool 2.                           | Deadpool 2                            | Wade Wilson / Deadpool                 | Nagy Ervin           |
| 2018 | Deadpool 2.                           | Deadpool 2                            | Cain Marko / Buldózer (hangja)         | Schneider Zoltán     |
| 2019 | Pokémon – Pikachu, a detektív         | Pokémon Detective Pikachu             | Pikachu nyomozó (hang és arcmodell)    | Nagy Ervin           |
| 2019 | Pokémon – Pikachu, a detektív         | Pokémon Detective Pikachu             | Harry Goodman                          | Nagy Ervin           |
| 2019 | Halálos iramban: Hobbs & Shaw         | Fast & Furious Presents: Hobbs & Shaw | Victor Locke / Eteon igazgató (hangja) | Makranczi Zalán      |
| 2019 | Six Underground – Hatan az alvilágból | Six Underground                       | Gray / Egyes                           | Nagy Ervin           |
| 2020 | Croodék: Egy új kor                   | The Croods: A New Age                 | Guy (hangja)                           | Szatory Dávid        |
| 2021 | Sokkal több mint testőr 2.            | The Hitman's Wife's Bodyguard         | Michael Bryce                          | Nagy Ervin           |
| 2021 | Free Guy                              | Free Guy                              | Guy / kék inges srác                   | Nagy Ervin           |
| 2021 | Különösen veszélyes bűnözők           | Red Notice                            | Nolan Booth                            | Nagy Ervin           |
| 2022 | Az Adam-projekt                       | The Adam Project                      | felnőtt Adam Reed                      | Nagy Ervin           |
| 2022 | A gyilkos járat                       | Bullet Train                          | Carver (cameo)                         | nem szólal meg       |
| 2022 | A karácsony szellemében               | Spirited                              | Ebenezer Scrooge                       |                      |
| 2023 |                                       | Ghosted                               | Jonas                                  |                      |
| 2024 | Képzeletbeli barátok                  | If                                    | Calvin                                 | Nagy Ervin           |
| 2024 | Deadpool & Rozsomák                   | Deadpool & Wolverine                  | Wade Wilson / Deadpool / Nicepool      | Nagy Ervin           |
| 2025 |                                       | Animal Friends                        |                                        |                      |

### Televízió
| Év        | Magyar cím                | Eredeti cím                                          | Szerep                        | Megjegyzések                                       |
| --------- | ------------------------- | ---------------------------------------------------- | ----------------------------- | -------------------------------------------------- |
| 1991–1993 |                           | Hillside (Fifteen)                                   | Billy Simpson                 | 65 epizód                                          |
| 1993–1994 |                           | The Odyssey                                          | Macro                         | 13 epizód                                          |
| 1995–1998 | Végtelen határok          | The Outer Limits                                     | Derek Tillman / Paul Nodell   | - 3 epizód - Nodell magyar hangja: - Gáspár András |
| 1995      |                           | The Marshal                                          | Rick                          | 1 epizód                                           |
| 1995      |                           | Lonesome Dove: The Outlaw Years                      | Griffin                       | 1 epizód                                           |
| 1995      | Ha hallgattál volna       | Serving in Silence: The Margarethe Cammermeyer Story | Andy                          | tévéfilm                                           |
| 1996      | X-akták                   | The X-Files                                          | Jay "Boom" DeBoom             | 1 epizód (Szizigium)                               |
| 1996      |                           | The John Larroquette Show                            | Tony Hemingway                | 1 epizód                                           |
| 1996      | Végzetes barátság         | When Friendship Kills                                | Ben Colson                    | tévéfilm                                           |
| 1996      | Sabrina, a tiniboszorkány | Sabrina the Teenage Witch                            | Seth                          | tévéfilm                                           |
| 1996      | Hidegvérrel               | In Cold Blood                                        | Bobby Rupp                    | minisorozat                                        |
| 1998–2001 | Két pasi meg egy csajszi  | Two Guys and a Girl                                  | Michael "Berg" Bergen         | főszereplő (81 epizód)                             |
| 2003      | Dokik                     | Scrubs                                               | Spence                        | 1 epizód                                           |
| 2004–2005 |                           | Zeroman                                              | Ty Cheese (hangja)            | 14 epizód                                          |
| 2005      | Az élet iskolája          | School of Life                                       | Michael "Mr. D" D'Angelo      | - tévéfilm - magyar hangja: - Dányi Krisztián      |
| 2007      | A pasifaló                | My Boys                                              | Hams                          | 1 epizód                                           |
| 2009–2017 | Saturday Night Live       | Saturday Night Live                                  | önmaga                        | 2 epizód                                           |
| 2011–2017 | Family Guy                | Family Guy                                           | önmaga / kövér fickó (hangja) | 3 epizód                                           |

## Fordítás
- Ez a szócikk részben vagy egészben  a   Ryan Reynolds című angol Wikipédia-szócikk fordításán alapul.  Az eredeti cikk szerkesztőit annak laptörténete sorolja fel. Ez a jelzés csupán a megfogalmazás eredetét és a szerzői jogokat jelzi, nem szolgál a cikkben szereplő információk forrásmegjelöléseként.